# Novaciîha, Horol
Novaciîha (în ucraineană Новачиха) este localitatea de reședință a comunei Novaciîha din raionul Horol, regiunea Poltava, Ucraina.

## Demografie
Componența lingvistică a localității Novaciîha
     Ucraineană (98,49%)
     Rusă (1,34%)
     Alte limbi (0,17%)
Conform recensământului din 2001, majoritatea populației localității Novaciîha era vorbitoare de ucraineană (98,49%), existând în minoritate și vorbitori de rusă (1,34%).